# Moisés Villarroel
Moisés Fermín Villarroel Ayala (* 12. Februar 1976 in Viña del Mar) ist ein ehemaliger chilenischer Fußballspieler. Der Mittelfeldspieler wurde insgesamt 6-mal chilenischer Meister und nahm mit Chile an der Weltmeisterschaft 1998 in Frankreich teil.

## Spielerkarriere

### Verein
Moisés Villarroel begann seine professionelle Karriere 1995 bei den Santiago Wanderers, mit denen er in seiner Debütsaison in die Primera División aufstieg. 2001 gewann der Mittelfeldspieler mit dem Klub aus Valparaíso nach 33 Jahren erneut die Meisterschaft. 2003 wechselte Villarroel zu CSD Colo-Colo, mit denen er weiteren Meisterschaften im neuen Format der Apertura und Clausura feierte. 2009 ging er zurück an die Küste und beendete bei den Wanderers im Alter von 38 Jahren seine Karriere.

### Nationalmannschaft
Im April 1997 gab Moisés Villarroel beim 6:0-Erfolg gegen Venezuela in der Qualifikation zur Weltmeisterschaft 1998 sein Debüt für die chilenische Nationalmannschaft. Im Juni nahm er an der Copa América 1997 teil, allerdings schied Chile nach der Vorrundengruppe als Letzter aus. Villarroel kam in zwei Partien zum Einsatz. Für die Weltmeisterschaft 1998 in Frankreich wurde Villarroel von Nationaltrainer Nelson Acosta nominiert und spielte alle drei Gruppenspiele, die jeweils gegen Italien, Österreich und Kamerun unentschieden endeten. Beim Achtelfinalaus gegen Brasilien kam Villarroel nicht zum Einsatz.
Bei der Copa América 1999 verbuchte Villarroel lediglich bei der 0:1-Niederlage im Gruppenspiel gegen Brasilien Spielminuten. Chile erreichte den vierten Platz im Turnier. Bei der Copa América 2001 kam Villarroel auf zwei Einsätze bei den Gruppenspielerfolgen gegen Ecuador und Venezuela. Chile schied gegen Mexiko nach einer 0:2-Niederlage aus dem Turnier aus. Sein letztes Spiel im Nationaltrikot absolvierte Villarroel im November 2006 beim Freundschaftsspiel gegen Paraguay. Auch 2004 nahm er, mittlerweile bei Colo-Colo, wieder an der Copa América teil. Die 0:1-Niederlage gegen Brasilien blieb aber sein einziges Spiel. Chile wurde in der Vorrunde Gruppenletzter und schied früh aus dem Turnier aus.
Seine letzten Länderspiele absolvierte Villarroel im Oktober 2005 bei der Qualifikation zur Weltmeisterschaft 2006. Die beiden Unentschieden gegen Kolumbien und Ecuador reichten nur zu Platz 7 in der Südamerika-Gruppe und damit nicht zur Teilnahme bei der Weltmeisterschaft in Deutschland. Damit kommt Villarroel auf insgesamt 35 Länderspieleinsätze. Sein einziges Tor im Nationaltrikot schoss er im März 2005 beim 2:0-Erfolg gegen Bolivien.

## Trainerkarriere
Moisés Villarroel wurde nach seiner aktiven Zeit als Spieler Jugendtrainer bei seinem Heimatverein CD Santiago Wanderers. Im Jahr 2018 stieg er zum Cheftrainer der ersten Mannschaft auf, die auch 2021 als Interimstrainer coachte.

## Erfolge
Santiago Wanderers
- Chilenischer Meister: 2001
- Chilenischer Zweitligameister: 1995

CSD Colo-Colo
- Chilenischer Meister (5): 2006-A, 2006-C, 2007-A, 2007-C, 2008-C